# Fisioterapia pediátrica
La fisioterapia pediátrica es la disciplina de la fisioterapia que trata las enfermedades que se producen en los bebés y niños, tanto congénitas como adquiridas.

## Características
Una de las necesidades del fisioterapeuta pediátrico es conocer el desarrollo motor del niño desde el nacimiento hasta los dos años, que es donde se producen los mayores cambios; así como tener en cuenta que el niño no es un adulto en miniatura, sino que sus estructuras óseas y musculares evolucionan según van creciendo, por lo que es necesario un buen diagnóstico ortopédico y neurológico. 
En pediatría se valora y trata el niño, en colaboración con los padres. Además de la gran necesidad de un trabajo multidisciplinar coordinado junto con otros profesionales como son: neurólogos, traumatólogos, rehabilitadores, neonetólogos, terapeutas ocupacionales, logopedas, psicólogos, enfermeros, o técnicos ortopedas. Todo para conseguir el máximo grado de recuperación, de evolución del niño y la máxima calidad de vida.

## Enfermedades tratadas enpediatría
- Ortopédicas:
  - Luxación congénita de cadera,
  - Pie equinovaro congénito o pie zambo congénito,
  - Pie metatarso varo,
  - Pie talo valgo,
  - Pie plano valgo,
  - Osteocondrítis primitiva de cadera o enfermedad de Perthes,
  - Escoliosis del lactante y preescolar
  - Tortícolis congénita
  - Hiperlordosis e hipercifosis
- Malformaciones congénitas:
  - Artrogriposis múltiple congénita,
  - Espina bífida, síndromes malformativos, agenesias
- Neurológicas:
  - Parálisis cerebral infantil
  - Parálisis braquial obstétrica
  - Enfermedad de Duchenne
  - Traumatismos cráneoencefálicos
  - Síndrome de Down
  - Síndrome de X frágil
- Neuropsiaquiátricas:
  - Autismo[1]
- Respiratorias:
  - Asma
  - Fibrosis quística
- Prematuros